# Zoo Bizar
Zoo Bizar is een particuliere dierentuin gevestigd in een boerderij gelegen in het Nederlandse dorp Orvelte. Het park is lid van de vereniging Dier en Park.

## De collectie
De huidige collectie van het park bestaat uit een beperkt aantal dieren onder andere gordeldieren, reptielen, vogelspinnen en een kleine egeltenrek.